# Pato Pimienta
Patricio Pimienta (Santiago de Chile, 29 de junio de 1967) conocido como Pato Pimienta, es un director de teatro, guionista, director de cine, escritor y comediante chileno.

## Biografía
Licenciado en actuación en la Universidad Finis Terrae, y diplomado en la reconocida Escuela de teatro La Mancha, Escuela Internacional del Gesto y la Imagen. Fue seleccionado y becado para participar en los Talleres Literarios José Donoso impartido en la Biblioteca Nacional de Santiago. Ha realizado Talleres y Seminarios de Actuación, Improvisación, Dramaturgia y Creación Escénica. Ha publicado las novelas "Falco se ofrece monologuista", "Falco el hilo de Ariadna" y el libro de cuentos "3003". Además, ha sido académico de teatro en importantes instituciones superiores; Universidad de Chile, Universidad Finis Terrae, y el Instituto Profesional Arcos.
Trabajó durante 6 años (1996-2005) junto al colectivo La Patogallina. Posteriormente ha realizado su trabajo teatral en la Cia Arkitexto, y ha sido director para varios montajes para la Productora Teatral The Cow Company.
Participó en el exitoso programa Sociedad de Comediantes Anónimos en el canal Vía X donde realizó tres temporadas. Fue actor, comediante, coguionista y jefe de guión del programa de humor y stand up (monólogos de comedia en vivo) El club de la comedia en Chilevisión. Ahí, junto a los comediantes Juan Pablo Flores, Fabrizio Copano, Sergio Freire, Jani Dueñas, entre otros, le da vida a un programa donde los irónicos monólogos y una serie de sketch que ya se han metido en el inconsciente colectivo chileno.
A fines de 2008 graba una versión roquera de la Cantata de Santa María junto a los Chancho en Piedra y miembros jóvenes de Los Quilapayún e Inti-Illimani Histórico.
Ha dirigido obras teatrales de distintos estilos; dramas, comedias, musicales, entre otras. Ha participado en festivales y encuentros internacionales, siendo alabado su trabajo por el público y la crítica especializada. [¿cuál?]
Fue director de la película Argentino QL, protagonizada por Jorge Alís. 

Pato Pimienta es además "comediante" de Stand up (actor-monologuista). Participó en el programa SCA en el canal de cable Vía X y como actor y guionista de El club de la comedia, transmitido por señal abierta en Chilevisión. Ahí,  
Por su rol de comediante, ha participando en importantes encuentros y festivales. En enero de 2020, se presentó exitosamente en el Festival del Huaso de Olmué 2020, uno de los festivales más importantes de Chile.

## Carrera teatral
Trabajó durante seis años junto a la compañía de teatro Colectivo La Patogallina, a la cual ingresa en 1999, previo a la presentación de la obra A sangre 'e pato en un Festival de Teatro en Bogotá. De ahí en adelante participa como asistente de director y actor en el montaje El húsar de la muerte y posteriormente como coguionista del montaje 1907. Deja la compañía en 2005, tras lo cual se dedica a la adaptación y dirección de la obra Ayer de Juan Emar. De la cual adapta el tercer capítulo, "visita de Juan Emar y su mujer al pintor Rubén de Loa, y que cuenta con las actuaciones de Hellen Cáceres, Aldo Parodi y Alejandro Trejo.  
En alianza con The Cow Company y Centro Mori dirige las obras Bajo Terapia, Le Prenom, Nuestras Mujeres, La Puerta de al lado y el musical La Llamada. Ha sido director de reconocidos actores y actrices de la escena nacional. Sus montajes teatrales han sido aplaudidos por la crítica y el público. Actualmente es director del montaje teatral "Auge y Caída del Ruiseñor, la historia de Rosita Serrano", 2022, montaje de teatro musical, que ha sido alabado por el público y la crítica especializada. 
Ha trabajado como director en escena de importantes eventos musicales, trabajando con los más importantes músicos de Chile. Ha sido director de escena de los 50 años de Quilapayun en Plaza Constitución, espectáculo realizado para más de 7 mil personas, ha sido director de escena de la ceremonia de inauguración Festival Víctor Jara en Estadio Víctor Jara, ha sido director escénico del encuentro musical en el Estadio Nacional (Velódromo) antes más de 15 mil personas, con artistas nacionales e internacionales. Director de escena del encuentro musical Inqui + Quila Justicia, dedicado a la música de Víctor Jara, realizado en dos jornadas en el Teatro Caupolicán para 10 mil personas. En Septiembre realizará la dirección artística del Festival Arte y Memoria FAM VICTOR JARA 2023.  

### Obras teatrales
- De miel y espina: adaptación de textos de Boris Vian. Codirección y Actuación. Cía Teatro DeLirios
- Pega, Martín, pega: dramaturgo. Cía Teatro La Prentela.
- En clowncusión: codirector y dramaturgo. Cía Teatro DeLirios.
- A sangre e' pato: actor. Dirección Colectiva. Colectivo La Patogallina.
- El húsar de la muerte: asistente de Dirección y actor. Colectivo La Patogallina. Dirección Martín Erazo.
- 1907 El año de la flor negra: coguionista. Colectivo La Patogallina. Dirección Martín Erazo.
- Organika: creación colectiva basada en fotografías de Nobuyoshi Araki con dirección de Pato Pimienta. Cía Organika.
- On osmos adan: creación colectiva con dirección de Pato Pimienta. Colectivo Nosomosnada.
- Ayer: adaptación y dirección del tercer capítulo de la novela AYER de Juan Emar. Nominación Premios Altazor 2007 como Mejor Director.
- Matadero alma: creación y dirección de Pato Pimienta. Cía. Danza en Cruz. Nominación Premios Altazor 2008, como mejor Coreografía.
- El cementerio de automóviles: adaptación y dirección Pato Pimienta. Obra El cementerio de automóviles de Fernando Arrabal. Taller Integrado. Segundo año. Escuela de Teatro de la Universidad de Chile.
- Picnic-arrabal: adaptación y dirección. Obra Pic Nic de Fernando Arrabal. Egreso 2007. Escuela de Teatro Instituto Profesional Arcos.
- Leftraru: adaptación y dirección. Obra Lautaro de Isidora Aguirre. Egreso 2007. Facultad de Artes de la Universidad de Chile. Dpto. de Teatro.
- El sofá esquinado: adaptación y dirección del quinto capítulo de la novela AYER del escritor chileno Juan Emar.
- Lira 14: dramaturgia y dirección. Cía Arkitexto. Funciones Teatro Camino.
- La violación de Lucrecia. Shakespeare: coguionista y director general, adaptación del poema erótico La violación de Lucrecia de William Shakespeare.
- Ubú rey: escrita por Alfred Jarry (Francia, 1896), dirigida por Pato Pimienta (Fondart 2013)
- Le prénom: escrita por Alexander de La Patelliere y Mathieu Delaporte (Francia, 2012), dirigida por Pato Pimienta
- Bajo terapia: escrita por Matías del Federico (Argentina, 2012), dirigida por Pato Pimienta
- Nuestras mujeres: escrita por Eric Assous (Francia, 2015), dirigida por Pato Pimienta
- La final (Chile, 2017), escrita y dirigida por Pato Pimienta.
- La Puerta de al lado (Chile, 2018), dirigida por Pato Pimienta.
- La LLamada (Chile, 2018), de los Javis, dirigida por Pato Pimienta.
- Trajes de Abrazos (México, 2020), con Arath de la Torre, Susy Lu, Yolanda Ventura escrita y dirigida por Pato Pimienta. Chile con Solange Lackington, Kiki Rojo y Willy Semler.
- Auge y Caída del Ruiseñor, la historia de Rosita Serrano, (Chile, 2022), con Silvana Gajardo, Amalá Saint-Pierre, Pancho Paco López Orlando Alfaro del Colectivo MakinaDos dirigida por Pato Pimienta. Premios Carmen Mejor dirección musical 2022.

## Premios y nominaciones
- En 2007, 2008 y 2012 fue nominado como Mejor Director en los Premios Altazor.
- En 2008 es nominado como Mejor Dramaturgia en los Premios Altazor.
- En 2012 recibe el Premio Agustín Siré de manos de la Academia Chilena de Bellas Artes, por su aporte a la escena teatral chilena.
- En 2022 recibe el Premio Carmen a Mejor Dirección por el musical Auge y caída del ruiseñor, la historia de Rosita Serrano.

## Filmografía
| Teleseries | Teleseries | Teleseries   | Teleseries | Teleseries |
| Año        | Teleserie  | Rol          | Canal      | Notas      |
| ---------- | ---------- | ------------ | ---------- | ---------- |
| 2017       | Wena profe | Andrés Salas | TVN        | Reparto    |

### Cine
- Actor. Mitos y leyendas, la nueva alianza (2010)
- Actor. El limpia piscinas (2011)
- Actor. Fuerzas especiales (2014)
- Coguionista. El ciudadano Kramer (2014)
- Actor. Fuerzas Especiales 2 (2015)
- Director y Coguionista. Argentino QL (2016)

### Programas de televisión
- SCA (desde 2005)
- El club de la comedia (2007-2014)
- Lo que callamos las mujeres (2016-2017)
- Hagamos un piloto - Vía X (2021)